# Mercedes Peñas Domingo
María Mercedes Peñas Domingo (sinh ngày 18 tháng 11 năm 1968 tại Madrid, Tây Ban Nha) là một nhà khoa học chính trị và chuyên gia phát triển quốc tế tại khu vực Mỹ Latinh. Bà là đối tác lâu năm của cựu Tổng thống Costa Rica Luis Guillermo Solís và đảm nhiệm vai trò Đệ nhất Phu nhân Costa Rica từ ngày 8 tháng 5 năm 2014. Mối quan hệ của hai người được công nhận theo hình thức hợp tác dân sự.

## Tiểu sử
Mercedes Peñas sinh ra tại Madrid. Bà lần đầu đến Costa Rica vào tháng 8 năm 1991 để theo học Đại học Hòa bình (UPEACE), nơi bà lấy bằng thạc sĩ ngành Quan hệ quốc tế, Hòa bình và Phát triển. Tại đây, bà gặp Luis Guillermo Solís, giáo sư của bà, người sau này trở thành bạn đời của bà.
Sau hai năm học tại UPEACE, Peñas trở về Tây Ban Nha để tiếp tục công việc. Tuy nhiên, bà sớm quay lại Costa Rica để làm việc tại Viện Hợp tác Nông nghiệp Quốc tế (IICA) thuộc Bộ Ngoại giao Costa Rica. Bên cạnh đó, bà còn là chuyên gia tư vấn cho các tổ chức như Rainforest Alliance, Liên minh châu Âu và Liên Hợp Quốc.
Từ năm 1997, bà làm việc tại DEMUCA – chi nhánh tài chính của Cơ quan Hợp tác Phát triển Quốc tế Tây Ban Nha (AECID). Về sau, Peñas nhập quốc tịch Costa Rica.
Mercedes Peñas và Luis Guillermo Solís bắt đầu hẹn hò vào năm 2006. Dù chưa kết hôn, họ có một con gái chung tên Inés Solís Peñas. Ngoài ra, Solís có năm người con từ cuộc hôn nhân trước với bà Nancy Richards.
Trong cuộc bầu cử tổng thống năm 2014, Mercedes Peñas không thường xuyên xuất hiện trước truyền thông, tránh thu hút sự chú ý của công chúng, và không đóng vai trò nổi bật trong chiến dịch tranh cử của ông Luis Guillermo Solís. Tuy nhiên, bà và Solís xuất hiện công khai lần đầu trong một cuộc họp báo ngày 8 tháng 3 năm 2014, sau khi đối thủ của ông là Johnny Araya Monge rút khỏi chiến dịch tranh cử.
Peñas chính thức trở thành Đệ nhất Phu nhân Costa Rica vào ngày 8 tháng 5 năm 2014, kế nhiệm ông José María Rico – người từng giữ vai trò này trước đó. Trên trang Facebook cá nhân, bà tự mô tả mình là:  "Mujer, madre, compañera y Primera Dama de la República de Costa Rica" (Người phụ nữ, người mẹ, người đồng hành và Đệ nhất Phu nhân Cộng hòa Costa Rica.)
Vào ngày 17–18 tháng 3 năm 2015, bà cùng chồng thực hiện chuyến công du chính thức đầu tiên tới quê nhà Tây Ban Nha trong vai trò Đệ nhất Phu nhân.